# Klaus Knösing
Klaus Knösing (* 22. Juni 1943) ist ein ehemaliger deutscher Fußballtorwart. Von 1966 bis 1968 spielte er in der DDR-Oberliga, der höchsten Liga im DDR-Fußball, für die BSG Chemie Leipzig.

## Sportliche Laufbahn
Bevor Klaus Knösing 1965 zur Betriebssportgemeinschaft (BSG) Chemie Leipzig in die DDR-Oberliga wechselte, war er Torwart bei der BSG Motor Schkeuditz in der drittklassigen Bezirksliga Leipzig. Bei der BSG Chemie wurde der 22-Jährige für die Saison 1965/66 als dritter Torwart hinter Klaus Günther und Dieter Sommer und wurde in der Oberligareserve eingesetzt. Ein einziges Oberligaspiel bestritt Knösing am 23. Spieltag bei der 0:2-Auswärtsniederlage gegen den SC Dynamo Berlin. Auch im Pokalendspiel, das Leipzig gegen Lok Stendal mit 1:0 gewann, gehörte er nicht zum Aufgebot. 1966/67 änderte sich die Situation für Knösing zunächst nicht wesentlich. In der Hinrunde kam er wieder nur in einem Oberligaspiel zum Einsatz, dass die BSG Chemie mit einem 3:2-Auswärtssieg bei Motor Zwickau gewann. Er fehlte auch bei den vier Europapokalspielen der BSG Chemie. Als aber im Dezember 1966 Stammtorwart Günther in die Bundesrepublik floh, eröffnete sich für Knösing die Chance, sich in der Oberliga etablieren zu können. Zwar stellte Trainer Alfred Kunze im ersten Oberligaspiel nach der Winterpause Dieter Sommer ins Tor, dann aber kam Knösing in den folgenden elf Punktspielen zum Zuge. In der Spielzeit 1967/68 gab es erneut einen Dreikampf bei den Torhütern, diesmal zwischen Knösing, Sommer und dem Neuzugang Volkhard Jany. Mit Heinz Frenzel gab es auch einen neuen Trainer, der sich zunächst für Knösing als Nummer eins im Tor entschied. Er setzte ihn zwischen dem 1. und 14. Spieltag in zehn Oberligaspielen ein, danach gab er aber Dieter Sommer für den Rest der Saison den Vorzug. In der Berichterstattung über das Spieleraufgebot für die Saison 1968/69 wurde Knösing stets als 1. Torwart genannt. Tatsächlich bestritt dieser nur ein Pokalspiel im November. Auch im Leipziger Oberligaaufgebot für 1969/70 erschien Knösing wieder, doch kam er erneut nicht in den Oberligaspielen zum Einsatz, sondern spielte in der Bezirksligamannschaft Chemie II. Mit ihr gewann er das Bezirkspokal-Endspiel und stand in alle vier DDR-Liga-Aufstiegsspielen, in denen Chemie den Aufstieg schaffte. 
Nach der Saison 1969/70  verließ Klaus Knösing nach 23 Oberligaspielen die BSG Chemie Leipzig und kehrte nach Schkeuditz zurück, wo seine ehemalige BSG jetzt als TSG MAB weiterhin in der Bezirksliga antrat.